# オイスカ開発教育専門学校
オイスカ開発教育専門学校(おいすかかいはつきょういくせんもんがっこう)は静岡県浜松市中央区和地町にある専修学校。設置者は学校法人中野学園。

## 沿革
- 1986年（昭和61年）4月1日 - オイスカ開発教育専門学校開設。